# Habitatge al carrer de la Creu, 24 (Santa Maria de Palautordera)
L'Habitatge al carrer de la Creu, 24 és una obra de Santa Maria de Palautordera (Vallès Oriental) protegida com a Bé Cultural d'Interès Local.

## Descripció
Aquesta casa forma part d'un conjunt de tres cases del tram més antic del carrer.
Es tracta d'un edifici amb coberta a dues vessants de teula àrab, carener paral·lel a la façana i ràfec combinat de teula àrab i teula plana. Consta de planta baixa i pis. El portal d'accés és d'arc rebaixat amb una porta de fusta. Al primer pis hi ha una finestra d'arc rebaixat i ampit motllurat.